# Damasen
Damasen (altgriechisch Δαμασήν Damasḗn, deutsch ‚Bezwinger‘) ist ein Gigant der griechischen Mythologie.
Er erscheint in der im fünften Jahrhundert entstandenen Dionysiaka des Nonnos von Panopolis als Sohn der Gaia, den sie ohne Vater aus sich selbst heraus gebar. Er ist von Geburt an bärtig, wird umgehend von der Geburtsgöttin Eileithyia mit Waffen ausgerüstet und wächst zu riesenhafter Größe heran. Aufgezogen wird er von der Göttin der Zwietracht und des Streits Eris. Von der Nymphe Moria wird er darum gebeten, den Drachen zu töten, der ihren Bruder Tylos getötet hatte. Damasen erschlägt den Drachen daraufhin mit einem Baumstamm.